# Apele mezotermale Geoagiu-Băi
Apele mezotermale Geoagiu-Băi este o arie protejată de interes național ce corespunde categoriei a IV-a IUCN (rezervație naturală, tip mixt), situată în județul Hunedoara, pe teritoriul administrativ al orașului Geoagiu, în nordul stațiunii balneoclimaterice Geoagiu-Băi.
Rezervația naturală are o suprafață de 8 ha, și reprezintă un complex forestier cu valoare de protecție a izvorelor de apă termală din stațiune și împrejurimi.